# Aguas de Calabor
Aguas de Calabor es un agua minero medicinal termal que brota en el balneario del mismo nombre que se encuentra en la localidad de Calabor, provincia de Zamora, España.

## Historia

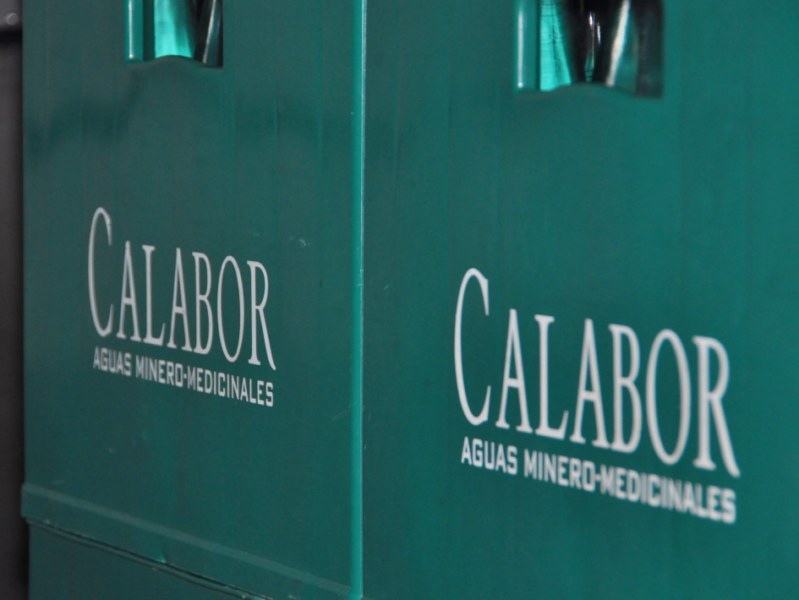
Aguas de Calabor

Las cualidades de las aguas de Calabor se conocen desde época romana. De hecho, el lugar del que brota a 26 °C de temperatura está enmarcado por una sillería de piedra de dicha época. 
El balneario original dejó de explotarse a principios del siglo XX. De aquella construcción de tres plantas queda, únicamente, la primera que, en la actualidad, es una planta embotelladora. Fue declarada de utilidad pública en 1887.